# Battaglia di Glen Trool
La battaglia di Glen Trool venne combattuta nell'aprile del 1307. Glen Trool è una stretta valle tipica del paesaggio scozzese (glen), posta nelle Southern Uplands di Galloway, in Scozia. Loch Trool è allineato sull'asse est-ovest ed è fiancheggiato da colline, rendendolo il luogo ideale per un agguato. Il campo di battaglia è ancora oggi oggetto di discussione storica.
Robert Bruce venne incoronato re di Scozia dopo essere stato coinvolto nell'assassinio di John Comyn, suo rivale, nonché uno degli uomini più potenti di tutta la Scozia, l'anno precedente allo scontro. Questo portò alla guerra tra Robert e re Edoardo I d'Inghilterra di cui i Comyn erano alleati.

## Il ritorno di re Roberto
Dopo la sua sconfitta nella battaglia di Methven e nella successiva battaglia di Dalrigh dell'estate del 1306, re Roberto I recentemente incoronato si era dato alla fuga, sparendo assieme ai pochi uomini rimastigli. Riapparve nella primavera del 1307, sbarcando nel sudovest della Scozia con nuovi soldati reclutati in gran parte nelle Western Isles.
Il confine inglese era a breve distanza; tutti i castelli locali erano fortemente difesi dalle forze di Edoardo e una delle più importanti di queste, la signoria di Galloway, si trovava in un territorio ostile agli scozzesi, circondato da famiglie opposte alla causa di re Roberto.

## Lo "Steps of Trool"

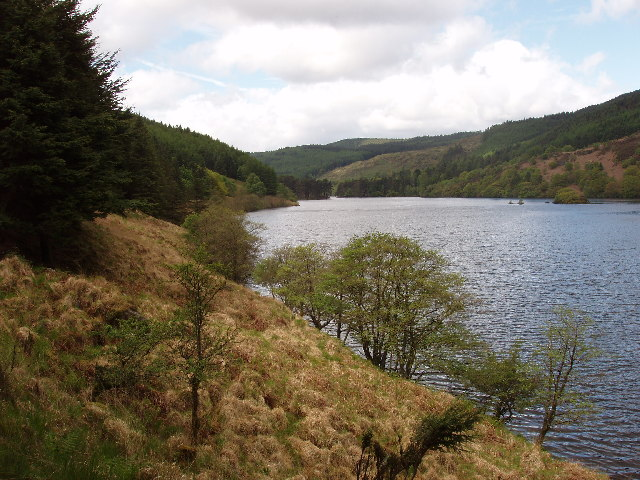
Il sito della battaglia di Glen Trool del 1307

Re Roberto tentò di stabilire una base nell'area ma era chiaro ce per fare ciò abbisognasse di supporto esterno. Un primo successo venne dall'essere riuscito a razziare un accampamento inglese ad est del Clatteringshaws Loch, il quale però allertò i suoi nemici della sua presenza. Aymer de Valence, cugino di secondo grado di re Roberto e suo oppositore a Methven, aveva ricevuto notizia dalle sue spie che il nemico si trovava accampato presso Glen Trool.
Questa era una posizione difficile da raggiungere, in quanto il lago locale occupava gran parte del glen, con solo una stretta striscia di terra libera. Valence decise di mandare un gruppo di cavalieri in avanscoperta, nella speranza di cogliere la retroguardia nemica come aveva fatto a Methven. Questa volta, ad ogni modo, re Roberto sfruttò il terreno a suo vantaggio: egli inviò alcuni uomini a raccogliere quanti più blocchi di granito era loro possibile.
Quando gli inglesi si avvicinarono alla gola, chiamata localmente "Steps of Trool", vennero costretti a procedere in una singola fila. Re Roberto osservò il procedere del gruppo dall'alto e, al segnale convenuto, i suoi uomini gettarono i blocchi di granito raccolti dall'alto delle rupi circostanti, facendo piovere sui nemici una serie di frecce e procedendo poi ad un combattimento corpo a corpo. Le dimensioni del passaggio impedirono agli inglesi di procedere come pure di retrocedere. Senza spazio di manovra, quindi, molti inglesi vennero uccisi ed il resto riuscì solo miracolosamente a ritirarsi. Re Roberto non solo sopravvisse ma il mese successivo vinse la battaglia di Loudoun Hill.
I soldati inglesi uccisi nello scontro vennero sepolti nei pressi del lago locale, in un luogo che divenne noto come "Soldier's Holm".

## La pietra di Bruce

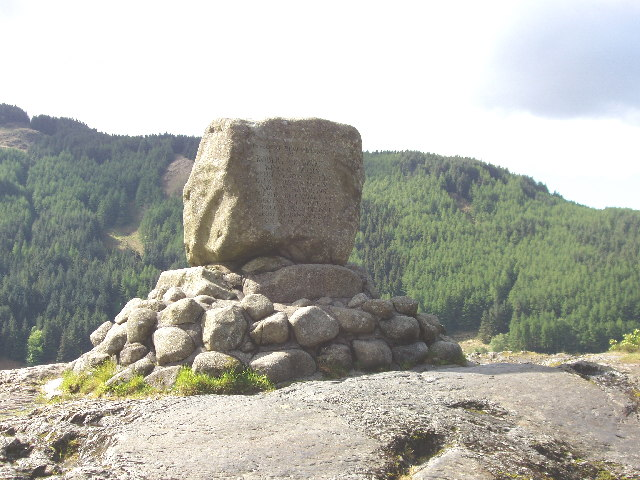
La "Bruce's Stone" presso Loch Trool

La pietra di Bruce è una grande pietra di granito issata a ricordare la vittoria di re Roberto di Scozia nel 1307. Essa si trova sulla cima di una collina a nord del Loch Trool. Nel 1929, nel 600º anniversario della morte di Bruce, il monumento venne posto nel luogo ove si pensa l'esercito scozzese avesse attaccato i nemici inglesi. Essa segna inoltre l'inizio del percorso di salita al monte Merrick, la più alta delle montagne della Scozia meridionale.